# Monophyllus
Monophyllus és un gènere de ratpenats de la família dels fil·lostòmids, que viu a Centreamèrica i les Antilles.

## Taxonomia
- Ratpenat llengut de Barbados (Monophyllus plethodon)
- Ratpenat llengut jamaicà (Monophyllus redmani)